# Richard Desmond (Verleger)

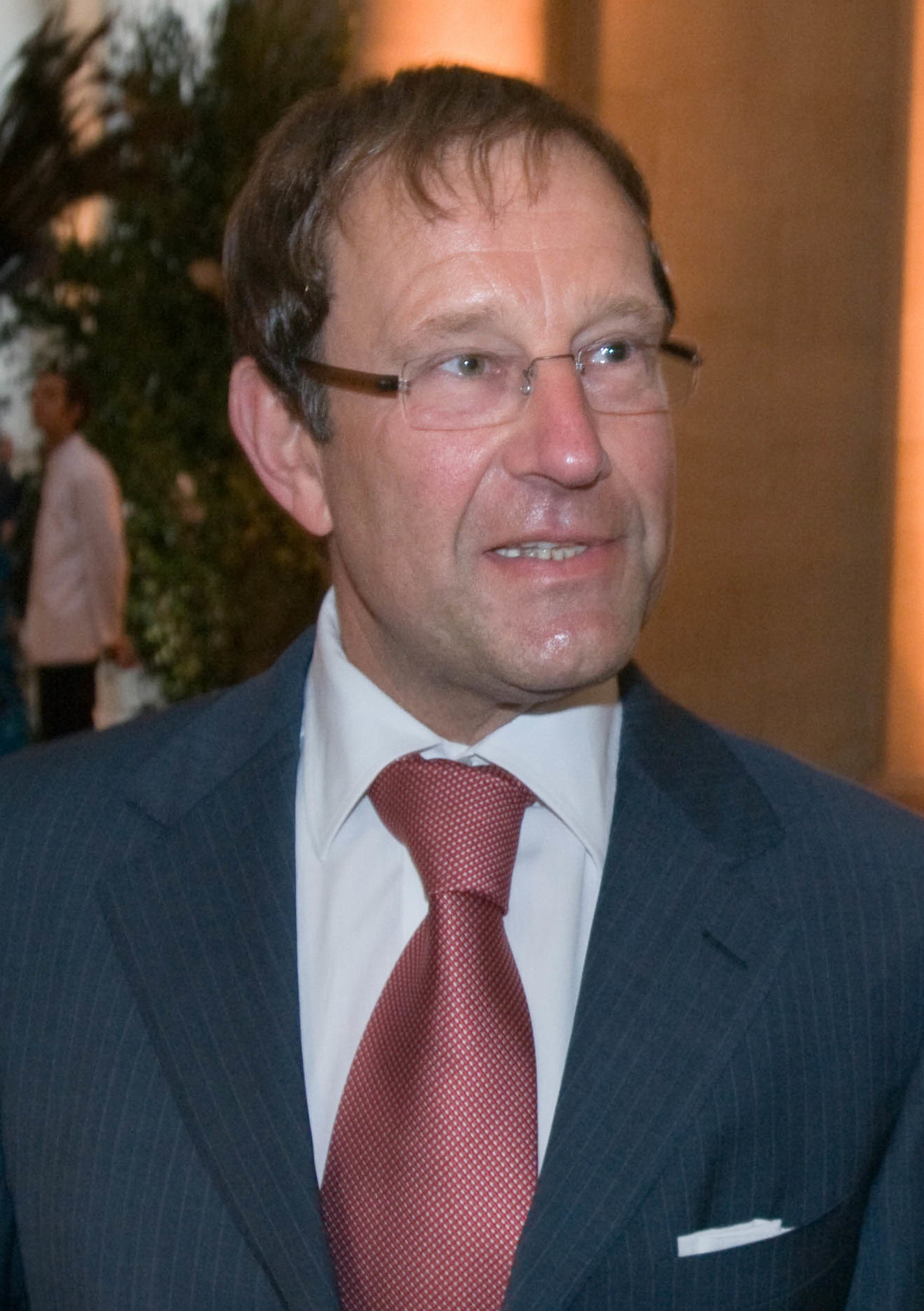
Richard Desmond, 2010

Richard Desmond (* 8. Dezember 1951 in Edgware, London) ist ein britischer Verleger. Er ist Gründer der Northern & Shell Gruppe und zeitweiliger Besitzer von Express Newspapers, die die Zeitungen Daily Express, Sunday Express und Daily Star herausbringen.

## Leben
Richard Desmond verlegte zunächst Porno-Magazine und übernahm im Jahr 2000 mit Hilfe eines Kredits der Commerzbank AG Express Newspapers. Die Machtübernahme bei der Zeitung ging mit einem politischen Richtungswechsel bei der Ausrichtung der Zeitung zugunsten der Labour-Partei einher. Eine wettbewerbsrechtliche Prüfung seitens der Labour-Regierung blieb bei der Übernahme aus. Danach spendete Desmond der Labour-Partei 100.000 Pfund, was eine Kontroverse hervorrief. Einige prominente Labour-Mitglieder, unter anderem Clare Short, stellten daraufhin die Frage, ob die Partei Geld von einem Pornozeitungsverleger annehmen sollte.
Im März 2004 verkaufte Desmond seine 45 Pornomagazine für 20 Millionen Pfund. Im April 2004 erlangte der jüdische Desmond zweifelhaften Ruhm, als er bereits nach zwei Wochen die Ausrichtung seiner Zeitung abermals änderte, auf einer Besprechung alle Deutschen mit Nazis verglich, Adolf Hitler imitierte und den Hitlergruß präsentierte. Anschließend habe er seinen Mitarbeitern befohlen, die erste Strophe der deutschen Nationalhymne zu singen. Als Grund für diesen Ausbruch wird die gescheiterte Übernahme der Zeitung Daily Telegraph durch Desmond vermutet, bei der auch der deutsche Axel-Springer-Verlag mitbot.
Im Februar 2018 verkaufte Desmond seine Zeitung Daily Express an Trinity Mirror.

## Pornograph-Debatte
Desmond befand sich 2021/22 im Rechtsstreit mit Wikipedia, da er verhindern wollte, auf der englischsprachigen Seite als „pornographer“ (Pornograf) bezeichnet zu werden.